# G・ブリュノ
G・ブリュノ（G. Bruno）、本名オーギュスティヌ・テュイルリ（Augustine Tuillerie、1833年7月31日 - 1923年）は、フランスの女性小説家。なお、オーギュスティヌ・テュイルリは結婚前の姓名であり、結婚してギュイヨー（Guyau）夫人、後に再婚してフイエ（Fouillée）夫人となった。G・ブリュノは執筆時のペンネームで、イタリア出身の哲学者ジョルダーノ・ブルーノへのオマージュである。
マイエンヌ県の都市ラヴァルに生まれる。
卓越した教育者であり当時人気を博した子供向け科学読み物の作者でもあったジャン・マセの教育観に示唆を受け、みずから児童文学作品『2少年のフランス一周』と『フランシネ』を執筆、いずれも1877年に出版した。
前者はフランス各地をめぐる2人の少年の旅を追いながら、地理、歴史、科学知識のみならず、公民教育や道徳までも伝えようとする内容をもつ。この本は第三共和制のもとで小学校の副読本に指定されたため、1914年に至るまでに750万部が発行されるロングセラーになった。
後者も公民教育と道徳の教科書であり、学校を卒業して職に就こうかという時期の少年を主人公にした小説仕立てになっており、また法律、経済、科学などの分野の説明も織り込まれている。
さらに1887年には『マルセルの子供たち』を出版、社会人のあるべき姿を説いた。
私生活では、哲学者アルフレッド・フイエとの28年間におよぶ同居生活の後、それまでフランスで認められていなかった離婚が1884年に合法化されると、フイエと再婚した。
息子は哲学者のジャン＝マリー・ギュイヨーである。

## 著作
- Francinet. Livre de lecture courante. Principes élémentaires de morale et d'instruction civique, d'économie politique, de droit usuel, d'agriculture, d'hygiène et de sciences usuelles, Belin, 1877.
- Le Tour de la France par deux enfants. Livre de lecture courante, Belin, 1877. 熊代豊子訳『祖国に帰る』郁文書院, 1930年. 精文堂書店, 1938年
- Les enfants de Marcel, Belin, 1887.
- Le Tour de l'Europe pendant la guerre, Belin, 1916. 上記Tour de la France...の続編で、同一の登場人物や子孫が登場する。